# USS Oklahoma (BB-37)
USS Oklahoma (BB-37) byla druhá jednotka bitevních lodí třídy Nevada. Pojmenována byla v souladu s doktrínou USA po jednom ze spolkových států USA, Oklahoma. Měla jedinou sesterskou loď Nevada a byla poslední bitevní lodí USA, která měla ještě pohon parními stroji.

## Stavba
Kýl byl položen v loděnicích New York Shipbuilding Company v Camden (New Jersey) 26. října 1912. Na vodu byla spuštěna 23. března 1914 a americké námořnictvo si ji převzalo 2. května 1916.

## Pohon a pancéřování
Pohon zajišťovaly dva vertikální pístové dvojčinné parní stroje s trojnásobnou expanzí, které poháněly dva lodní šrouby s výsledným výkonem 24 800 ihp, které dával maximální rychlost lodi 20,5 uzlu.
Na Oklahomě (po její sesterské lodi USS Nevada) byl použit poprvé systém pancéřování „všechno nebo nic“, tzv. hlavní a životně důležité části chránil silný pancíř, zatímco méně důležité části byly chráněny slabě.

## Výzbroj
Hlavní výzbroj sestávala z deseti kanónů ráže 365 mm ve čtyřech věžích (dvě vpředu, dvě vzadu) v konfiguraci 3-2-2-3 děla na věž. Sekundární výzbroj tvořilo 21 děl ráže 127 mm uložených v kasmatech po stranách. Tato sekundární výzbroj se však ukázala jako neefektivní (použitelná pouze při klidném moři), proto bylo po několika letech demontována a ponechány byly pouze děla ve střední části trupu. Později bylo přidáno 8 protiletadlových děl ráže 127 mm. Oklahoma nesla i dva nebo čtyři torpédomety ráže 533 mm.

## Služba

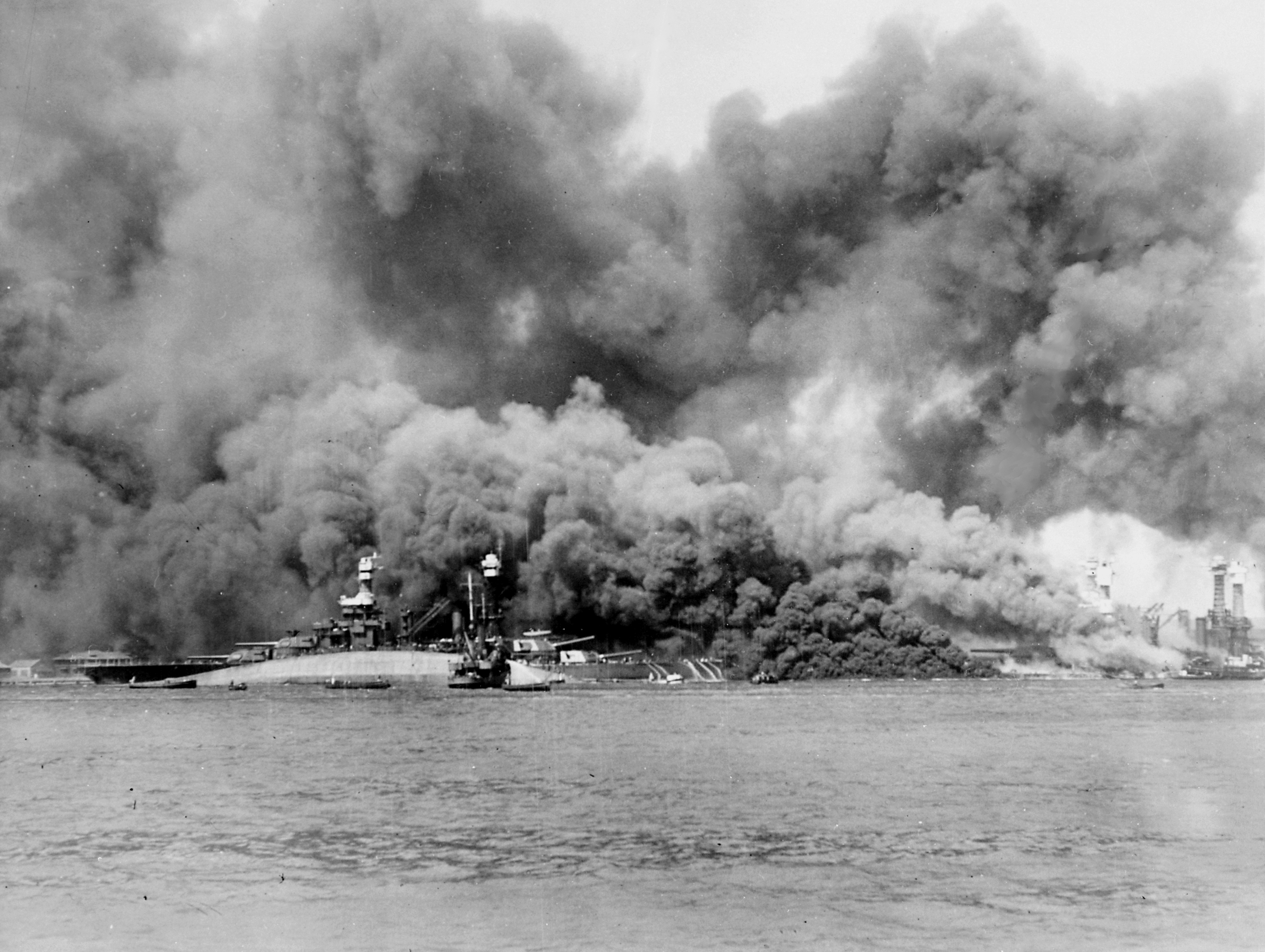
Převrácená Oklahoma 7. prosince 1941 v Pearl Harboru

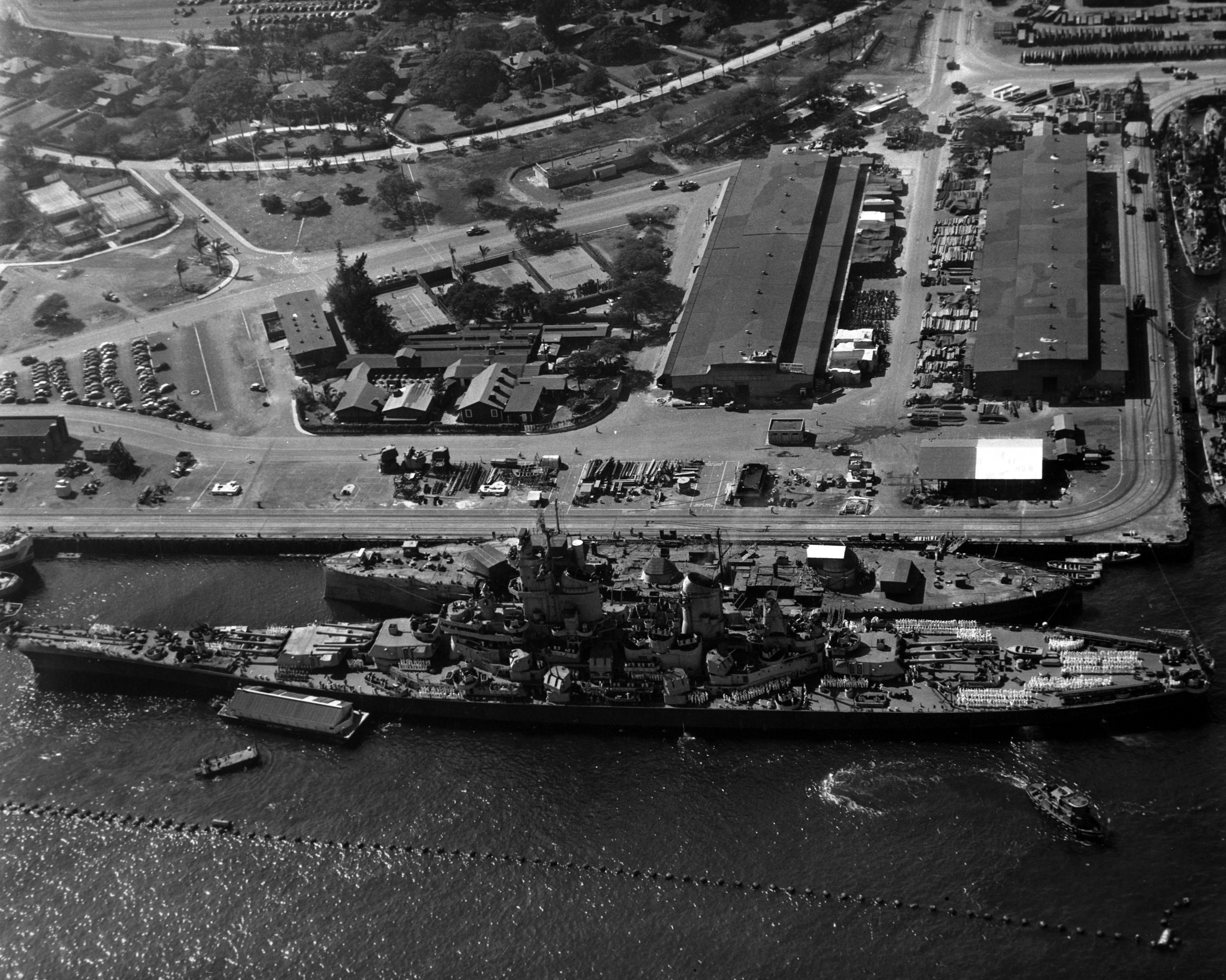
USS Wisconsin (v popředí) vyvázaný k napřímené Oklahomě v Pearl Harboru 11. listopadu 1944. Viz velký rozdíl v délce obou bitevních lodí

Od převzetí do služby sloužila v Atlantiku s domovskou základnou Norfolk ve státě Virginie. V letech 1918 a 1919 chránila konvoje mezi USA a Evropou. V prosinci 1918 a červnu až červenci 1919 převážela prezidenta Wilsona na konference do Evropy. Po pěti letech služby v Atlantiku se přesunula do Tichomoří (1921). V roce 1925 podnikla plavby na Nový Zéland a do Austrálie.
V roce 1927 se vrátila přes Panamský průplav do Atlantiku, kde od září 1927 do července 1929 podstoupila ve Philadelphia Navy Yard (Philadelphie ve státě Pensylvánie) rekonstrukci. Poté krátce sloužila v Průzkumné flotě a znovu se vrátila k Pacifické flotě. V polovině roku 1936 byla opět v evropských vodách, kde asistovala při evakuaci občanů USA ze Španělska během tamní občanské války. Do domovského přístavu Norfolk se vrátila 11. září 1936, a do Pacifiku se přeplavila 24. října. V Pacifické flotile, do které byla znovupřevelená, se stala lodí určenou k výcviku rezervistů.
V době útoku na Pearl Harbor kotvila Oklahoma vedle bitevní lodě USS Maryland. Japonská letadla zasáhla loď velkým počtem torpéd, čímž jí způsobily velkou trhlinu na levoboku následkem čehož se rychle převrátila a potopila. Naštěstí díky mělkému dnu a obětavému zásahu vojáků i civilistů se podařilo několik lidí zachránit po prořezání trupu. Zahynulo přes 400 členů posádky.
V roce 1943 byla jednotka vyzdvižena a v suchém doku uvedena do stavu schopného přepravy do nejbližších loděnic, kam byla odvlečena, protože pohonné jednotky nebyly opraveny. Poškození se však následně ukázala jako neopravitelná, a proto se odmontovala dělostřelecká výzbroj a loď byla vyřazena ze služby. V prosinci 1946 byla loď prodána do šrotu, ale v květnu 1947 se během přepravy potopila. Přesná poloha vraku zůstala neznámá.